# خط طول 84° شرق
خط طول 84° شرق هو أحد خطوط الطول الجغرافية، والتي تمتد من القطب الشمالي الجغرافي إلى القطب الجنوبي الجغرافي، وحسب التحويل الزمني يتقدم خط طول 84° شرق عن خط غرينتش بـ5 ساعة و36 دقيقة.

## من القطب إلى القطب
ينطلق خط طول 84° شرق من القطب الشمالي نحو القطب الجنوبي مرورا بالمناطق التي ترد في الجدول التالي:
| الإحداثيات                         | البلد أو الإقليم أو البحر | ملاحظات |
| ---------------------------------- | ------------------------- | --- |
| 90°0′N 84°0′E / 90.000°N 84.000°E  | المحيط المتجمد الشمالي    | |
| 81°8′N 84°0′E / 81.133°N 84.000°E  | بحر كارا                  | |
| 74°1′N 84°0′E / 74.017°N 84.000°E  | روسيا                     | كراسنويارسك كراي — Rastorguyev Island |
| 73°59′N 84°0′E / 73.983°N 84.000°E | بحر كارا                  | |
| 73°41′N 84°0′E / 73.683°N 84.000°E | روسيا                     | كراسنويارسك كراي أوكروغ يامالو-نينيتس الذاتية — من 65°46′N 84°0′E / 65.767°N 84.000°E أوكروغ خانتي-مانسي ذاتية الحكم — من 62°25′N 84°0′E / 62.417°N 84.000°E تومسك أوبلاست — من 60°50′N 84°0′E / 60.833°N 84.000°E نوفوسيبيرسك أوبلاست — من 56°1′N 84°0′E / 56.017°N 84.000°E كراي ألطاي — من 54°7′N 84°0′E / 54.117°N 84.000°E جمهورية ألطاي — من 51°9′N 84°0′E / 51.150°N 84.000°E Altai Krai — من 51°4′N 84°0′E / 51.067°N 84.000°E |
| 50°42′N 84°0′E / 50.700°N 84.000°E | كازاخستان                 | مرورا عبر Lake Zaysan |
| 46°59′N 84°0′E / 46.983°N 84.000°E | جمهورية الصين الشعبية     | سنجان منطقة التبت ذاتية الحكم — من 35°25′N 84°0′E / 35.417°N 84.000°E |
| 29°17′N 84°0′E / 29.283°N 84.000°E | نيبال                     | |
| 27°27′N 84°0′E / 27.450°N 84.000°E | الهند                     | بهار (الهند) أتر برديش — من 27°6′N 84°0′E / 27.100°N 84.000°E Bihar — من 26°32′N 84°0′E / 26.533°N 84.000°E Uttar Pradesh — من 26°27′N 84°0′E / 26.450°N 84.000°E Bihar - من 25°36′N 84°0′E / 25.600°N 84.000°E جهارخاند — من 24°38′N 84°0′E / 24.633°N 84.000°E تشاتيسغار — من 23°38′N 84°0′E / 23.633°N 84.000°E Jharkhand — من 23°30′N 84°0′E / 23.500°N 84.000°E Chhattisgarh — من 23°21′N 84°0′E / 23.350°N 84.000°E أوديشا — من 22°32′N 84°0′E / 22.533°N 84.000°E Chhattisgarh — من 22°28′N 84°0′E / 22.467°N 84.000°E Odisha — من 22°22′N 84°0′E / 22.367°N 84.000°E أندرا برديش — من 18°48′N 84°0′E / 18.800°N 84.000°E |
| 18°14′N 84°0′E / 18.233°N 84.000°E | المحيط الهندي             | |
| 60°0′S 84°0′E / 60.000°S 84.000°E  | المحيط الجنوبي            | |
| 66°26′S 84°0′E / 66.433°S 84.000°E | القارة القطبية الجنوبية   | الإقليم الأسترالي في القارة القطبية الجنوبية, المطالب الإقليمية بالقارة القطبية الجنوبية by أستراليا |